# 费琴科冰川

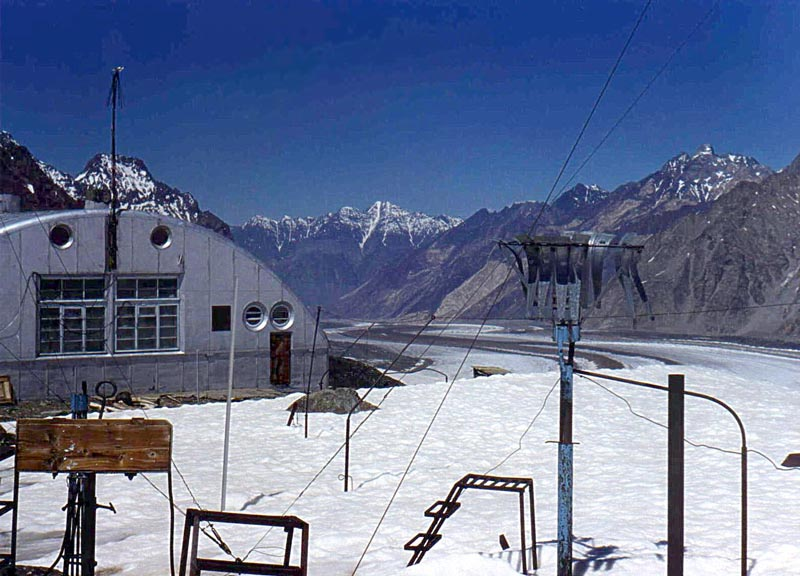

38°46′01″N 72°16′59″E / 38.767°N 72.283°E
费琴科冰川是塔吉克斯坦山地巴达赫尚自治州中北部的大型冰川，位于帕米尔高原亚兹古列姆山脉，面积700平方（270平方英里），长77（48英里），厚1,000（3,300英尺），海拔高度6,200（20,300英尺），为除极地外世界上最长的冰川。